# 36e cérémonie des Hong Kong Film Awards
La 36e cérémonie des Hong Kong Film Awards s'est déroulée le 9 avril 2017.

## Meilleur film
- Trivisa de Frank Hui, Jevons Au et Vicky Wong
  - Soul Mate de Derek Tsang
  - The Mermaid de Stephen Chow
  - Cold War 2 de Longman Leung et Sunny Luk
  - Weeds on Fire de Stevefat

## Meilleur réalisateur
- Frank Hui, Jevons Au et Vicky Wong pour Trivisa
  - Wong Chun pour Mad World
  - Derek Tsang pour Soul Mate
  - Johnnie To pour Three
  - Stephen Chow pour The Mermaid

## Meilleur scénario
- Loong Man Hong, Thomas Ng, Mak Tin Shu pour Trivisa

## Meilleur acteur
- Gordon Lam pour son rôle dans Trivisa
  - Shawn Yue pour son rôle dans Mad World
  - Francis Ng pour son rôle dans Shed Skin Papa
  - Richie Ren pour son rôle dans Trivisa
  - Tony Leung Ka-fai pour son rôle dans Cold War 2

## Meilleure actrice
- Kara Hui pour Happiness
  - Zhou Dongyu pour son rôle dans Soul Mate
  - Ma Sichun pour son rôle dans Soul Mate
  - Nina Paw pour son rôle dans Show Me Your Love
  - Tang Wei pour son rôle dans Book of Love

## Meilleur second rôle masculin
- Eric Tsang pour Mad World

## Meilleur second rôle féminin
- Elaine Jin pour Mad World

## Meilleure photographie
- Peter Pau et Cao Yu pour See You Tomorrow

## Meilleur film de Chine continentale ou de Taïwan
- Godspeed de Chung Mong-hong

## Récompenses spéciales

### Lifetime Achievement Award
- Fong Yim-fun

### Professional Spirit Award
- Yuen Tai-yung